# Sibt ibn al-Jawzi
Shams al-Din Abu al-Muzaffar Yusuf ibn Kizoghlu più comunemente noto come Sibṭ ibn al-Jawzī (in arabo سبط ابن الجوزي ‎?) (Baghdad, 1185 circa – 1256), fu uno scrittore e storico arabo vissuto a Baghdad.
Realizzò una serie di testi e frequentò diverse scuole islamiche nel corso della sua vita.